# Charles Rolland (musicien)
Pour les articles homonymes, voir Charles Rolland et Rolland.
Charles Rolland, né le 3 juin 1862 à Lannéanou (Finistère), décédé le 23 février 1940 à Guerlesquin (Finistère), dit encore Charlez Rolland était un militant et musicien breton.

## Biographie
Né à Lannéanou près de Coat-ar-C'Herno d'un père cantonnier et d'une mère originaire de la région de Plestin, il prit goût aux vieilles chansons bretonnes en écoutant sa mère chanter des gwerziou qu'elle avait appris dans son enfance. Il fréquenta l'école de Guerlesquin où il s'établit par la suite. Ce fut un compositeur de chansons en breton dont une grande partie sur feuilles volantes. Il fut nommé le « Barde de Guerlesquin ». 
D'abord fourier dans la marine pendant cinq ans (embarqué sur le Navarin, navire qui convoyait des troupes et des bagnards en Nouvelle-Calédonie, puis sur la Dives qui navigua entre diverses îles du Pacifique), il exerce ensuite de nombreux métiers comme horloger, facteur et chapelier et fut conseiller municipal de Guerlesquin. Durant la première guerre, il ne fut pas mobilisé en raison de ses nombreux enfants mais il composa des chansons patriotiques en breton de la même veine que celles de Théodore Botrel. Il donne plusieurs chansons dont une sur Verdun : « Emgann spontus Verdun ». Il écrit dans La Bretagne libertaire en 1923. Il signe encore quelques textes dont un qui est daté : Ar gorsedd en Rosko en 1934 (le Gorsedd à Roscoff en 1934). Engagé, militant socialiste, anticlérical, il publie certains textes critiques à l'égard de la religion, ou des religieux. Il adapte en breton La Marseillaise vers 1896, et L'Internationale en 1902. Il écrira aussi une chanson publicitaire dédiée au « Kola-Koka » (Coca-Cola).

« Il avait les traits animés, le geste large, le regard plein de feu, la parole naturellement éloquente. Il fulminait contre les bourgeois, contempteurs des vieilles traditions, rénégats du vieil idiome [la langue bretonne]. Et les invectives imagées se pressaient sur ses lèvres avec une abondance homérique. »

Il a aussi pendant la Première Guerre mondiale (il fut engagé volontaire) réécrit une version patriotique de La Marseillaise, dont voici un extrait :
 Aux armes ! Fiers Bretons !

Montrons que les Français

Marchant de front face aux Teutons

Ne périront jamais ! (...)

## Œuvres
La liste est incomplète. Ses œuvres sont en langue bretonne :
- Bez eur guir Vreizad, pièce de théâtre.
- Aventur eud mortaolet youank a Vreiz-Izel, poème breton.
- Ar Vezventi, pièce de théâtre sur le thème de l'alcoolisme.
- Il écrivit de nombreuses chansons politiques imprimées sur feuilles volantes.
- Pendant la Première Guerre mondiale, il écrivit de nombreuses chansons guerrières où il exaltait le courage des soldats. Certaines furent tirées à plusieurs milliers d'exemplaires[2].
- Il a aussi écrit quelques chansons en français.